# Darci Cavalo
Darci Miguel Monteiro (Volta Redonda, 26 de setembro de 1968 — Rio de Janeiro, 3 de janeiro de 2018), mais conhecido por Darci Cavalo ou simplesmente por Darci, foi um futebolista brasileiro que atuou como atacante. Darci ficou famoso pela sua semelhança física com Ronaldo Nazário.

## Carreira
Nascido em Volta Redonda, no dia 26 de setembro de 1968, Darci foi revelado no clube de sua cidade natal, e formou ao lado de Humberto e Valtinho uma as melhores linhas de ataque da história Voltaço, entre o fim da década de 80 e início da década de 90. Ainda chegou a formar dupla de ataque com Donizete “Pantera” também e brilhou ao lado Denimar, e Élson, lendas do clube.
Em 1993, após ser o “Melhor Jogador do Interior”, eleito pelo Jornal dos Sports, Darci foi vendido para o Clube de Futebol Os Belenenses, de Portugal, por 400 mil dólares. Assim, ele entrou para a história do Voltaço como o primeiro jogador desta agremiação a ser vendido para fora do Brasil. O valor de sua venda era considerado uma fortuna na época, e o dinheiro serviu para cobrir toda a folha salarial do clube durante mais de seis meses.
Antes de ir para Portugal, porém, foi emprestado ao Bangu, defendendo o clube na Copa Rio de 1993.
Depois, deixou o clube lusitano e jogou no Rochester Rhinos, dos Estados Unidos. Em 1997, voltou para Portugal, e, sem brilho, atuou pelo Futebol Clube de Felgueiras. No ano seguinte, jogou a Série B do Brasileirão pelo Paysandu e ajudou a rebaixar o Fluminense para a Série C.
Em 1999, vestiu a camisa do Olaria. Sua força física, aliada ao número 9 e ao cabelo raspado que usava, acabou apelidado por Januário de Oliveira de “Ronaldinho Fenômeno do Paraguai”. Durante o campeonato, fez sete gols, deixando sua marca, inclusive, contra o Botafogo, o Vasco da Gama e o Flamengo. Isso chamou a atenção do Botafogo, que o contratou para a disputa do Brasileirão daquele ano. Pelo clube, fez parte do elenco que foi vice-campeão da Copa do Brasil daquele ano.
Darci ainda jogou nos Estados Unidos, na Arábia Saudita, na Turquia, na Polônia, na Malásia, Na Grécia e na Venezuela. No futebol brasileiro, vestiu as camisas de America-RJ, Paysandu, Bangu, Olaria, Botafogo, Fluminense, Friburguense, Fortaleza e Paranoá.
Após se aposentar, aos 38 anos, voltou para sua cidade natal, Volta Redonda, onde passou a administrar uma empresa de festas e eventos.

## Morte
Morreu em 3 de Janeiro de 2018, aos 49 anos, vitima de infarto fulminante.

## Títulos
Volta Redonda
- 2ª Divisão do Campeonato Carioca: 1990

#### Campanhas de destaque
Botafogo
- Vice-campeão da Copa do Brasil: 1999

### Individuais
- 1993 - Melhor Jogador do Interior do Campeonato Carioca - Jornal dos Sports